# Kjeld de Fine Licht
Kjeld Richard de Fine Licht (5. juli 1931 i København – 29. marts 2014) var en dansk arkitekt og arkitekturhistoriker, dr.phil.

## Uddannelse
Han var søn af arkitekt og slotsforvalter K.V. de Fine Licht, blev student fra Christianshavns Gymnasium 1950 og fik afgang fra Kunstakademiets Arkitektskole 1957. Tidligt var han optaget af bygningskunstens historie og fra samme år blev han assistent ved Kunstakademiets Arkitektskole. Samme år deltog de Fine Licht også i en dansk ekspedition til Bahrain, hvor han gennemførte studier af arabiske huse (omtalt i Arkitekten, 1957). I 1961 modtog han Aarhus Universitets guldmedalje for en prisopgave om Pantheon i Rom og blev 1968 dr.phil. fra samme universitet på disputatsen The Rotunda in Rome. A study of Hadrian's Pantheon.

## Karriere
I forlængelse af disputatsen fokuserede de Fine Licht på den oldromerske arkitektur, gennemførte opmålinger og udgravninger ved Trajans termer i Rom (Analecta Romana Suppl., 1974, Studia Romana, 1976), og undersøgte et grotteanlæg ved Albanersøen (Analecta Romana, 1974). Han deltog i Kunstakademiets studier i Dansk Vestindien 1960 og 1961 (se bl.a. Arkitekten 1959, 1979), hvilket førte til arkitekturhistoriske bidrag til Journal of the Society of Architectural Historians, 1962, Danmarksposten, 1963 og Militært tidsskrift, 1967.
Han var redaktør ved Danmarks Kirker under Nationalmuseet fra 1963 til 1999, hvor han især skrev om danske kirker i Aarhus by og amt, enkelte i København og i Frederiksborg Amt, og havde forelæsningsrækker ved Arkitektskolen i Århus fra 1966, ved Københavns Universitet 1969. Han var medlem af Akademiraadet fra 1976 til 1979. Fra 1979 til 1983 var han direktør for Det Danske Institut for Videnskab og Kunst i Rom. I 1981 blev han Ridder af Dannebrog og modtog i 1995 N.L. Høyen Medaljen.
I 2006 blev han hyldet med Skæve vinkler: Festskrift til Kjeld de Fine Licht i anledning af 75 årsdagen.
Kjeld de Fine Licht var på studie- og undersøgelsesrejser i Skandinavien, Polen, Tyskland, Italien, Grækenland, Tyrkiet, Nærorienten, Vestindien og USA.
Han døde i 2014 og blev begravet fra Vartov Kirke.

## Ægteskaber
1. 27. december 1957 (ægteskabet opløst 1967) med Lene Steners, datter af civilingeniør Kaj Steners (1894-1975) og Else Buhl (1903-?). Ægteskabet blev opløst 1967.
2. 7. marts 1970 med Thora Fisker (født 29. juli 1946 på Frederiksberg), datter af inspektør Svend Fisker (1908-?) og hustru Else født Namtved (1907-?). Ægteskabet blev opløst 1990.